# Марко Ђуричић
Марко Ђуричић (Ваљево, 26. март 1861 — Карлове Вари, 2. август 1926) био је српски правник и политичар. Био је дугогодишњи министар правде Краљевине Србије (1912, 1913—1918). Био је и министар правде и министар социјалне политике у више влада Краљевине Срба, Хрвата и Словенаца.

## Школовање
Марко Ђуричић рођен је 26. марта 1861. у Ваљеву. Након завршене гимназије отишао је у Русију у Петроград, где је две године студирао техничке науке. Због породичних прилика морао је да прекине школовање у Русији, па се вратио у Београд, где се најпре уписао на студиј филозофије на Великој школи. После тога прешао је на студиј права, који је завршио 1885. у Београду. Још као студент истакао се својим радом као један од вођа радикалне омладине. Након завршетка студија права вратио се у Ваљево, где је почео да ради као адвокат. Поред адвокатског посла објављивао је научне радове из правне науке.

## Министар правде
Активно се бавио политиком. Био је 1893. биран за посланика ваљевског округа. Био је и први председник самоуправне скупштине ваљевског округа. Постављен је 1902. за председника првостепеног суда у Београду. Био је 1903. за време избора постављен за окружнога начелника у Ваљеву. Изабран је 1903. за касационог судију. На месту касационог судије остао је све до 1912. Као касациони судија престао је да се бави политиком и потпуно се посветио правну. Написао је више успелих правних расправа. По први пут био је министар правде у владама Милована Миловановића, Марка Трифковића и Николе Пашића од 22. јуна до 9. септембра 1912, када је поднео оставку. Поново је постао министар правде 31. августа 1913. у влади Николе Пашића и на том месту је остао све до 20. децембра 1918.

## Министар у више југословенских влада
Изабран је 1. марта 1920. за председника Државнога савета. Био је министар правде од 5. фебруара до 24. децембра 1921. у влади Николе Пашића. Био је министар припреме за Уставотворну скупштину и изједначење закона од 6. до 27. новембра 1924, а од 27. новембра 1924. до 18. јула 1925. био је министар социјалне политике у влади Николе Пашића. Након тога поново је од 18. јула 1925. до 24. децембра 1926. био министар правде у владама Николе Пашића и Николе Узуновића. Био је члан комисија за израду новог Кривичног законика, Кривичног судског пострупка и Грађанског законика. Као министар завршио је рад на Кривичном законику и Кривичном судском поступку и предао их је скупштини на разматрање. Након кратке болести умро је у Карловим Варима 2. августа 1926.

## Марков протокол
Био је озбиљан политичар и човек од поверења Николе Пашића. Никола Пашић је 12. априла 1923. послао њега на челу делегације радикала у Загреб да преговарају са Стјепаном Радићем. У Загребу су разговарали са преставницима Федералистичког блока, у коме су били Хрватска сељачка странка Стјепана Радића, Словеначка народна странка Антона Корошеца и Југословенска муслиманска организација Мехмеда Спахе. Склопили су 13. априла 1923. споразум, који је по Марку Ђуричићу назван Марков протокол. Према том споразуму радикали су пристали да промене земаљске владе у Хрватској, Словенији и Босни и Херцеговини и да се одложи спровођење уредбе о подели земље на области. Странке Федералистичког блока су се обавезале да у скупштини омогуће избор хомогене владе радикала. Сагласили су се да је то само почетак разговора о решавању државног уређења и да је потребно наставити преговоре. Није се улазило у начелна питања, али дошло је до отопљавања српско-хрватских односа. Током лета 1923. радикали су одустали од тога протокола. Никола Пашић га је послао 2. јула 1925. заједно са Марко Трифковићем и Љубомиром Живковићем да води преговоре са Хрватском сељачком странком, односно са Павлом Радићем и Ђуром Басаричеком. Хрватски представници су пристајали на монархистичку и државотворну политику споразума са радикалима и на заједничку владу, али заузврат су тражили да Светозар Прибићевић буде ван владе. Заједнички споразум потписан је 14. јула 1925, а по њему хрватски представници су признали јединство државе и династију Карађорђевића и интегралну примену устава. После тога Стјепан Радић је био амнестиран и састављена је влада од радикала и Радићеве странке.